# Pierre François Xavier de Charlevoix
Pierre François Xavier de Charlevoix (ur. 29 października 1682 w Saint-Quentin, zm. 1 lutego 1761 w La Flèche) – francuski jezuita i historyk.
Był misjonarzem między innymi w Kanadzie i na San Domingo.

## Autor
- Histoire du Japon, 3 tomy, 1715;
- Histoire de Saint Dominique, 2 tomy, 1730;
- Histoireet description gènèrale de la Nouvelle France, 3 tomy, 1744;
- Histoire du Paraguay, 3 tomy, 1756.